# Стоматит
Стомати́т (от др.-греч. στόμα — рот, суффикс др.-греч. -ῖτις — воспаление) — это воспаление полости рта и губ. Может включать покраснение слизистой оболочки полости рта. Может вызвать одиночные или множественные язвы.
Проявление стоматита: ранки на слизистой во рту, на десне или губах. Может проявляться симптом сухости во рту, чувствительность мягких тканей. У пациентов с ослабленным иммунитетом может возникнуть вторичная инфекция.
Механизм возникновения стоматита ещё не выявлен полностью, но, вероятнее всего, это связано с реакцией иммунной системы на раздражители.
Считается, что стоматит возникает в тех случаях, когда, по невыясненным пока причинам, иммунная система человека реагирует на появление молекул, которые она не может распознать. Появление таких молекул провоцирует атаку лимфоцитов иммунной системы (разновидность белых кровяных телец), — примерно так же иммунная система человека реагирует, например, на пересадку органа. «Нападение» лимфоцитов на эти неопознанные молекулы приводит к возникновению во рту язвенных образований, которые и получили название «стоматит».
Причиной его возникновения также считают местные факторы: несоблюдение гигиены полости рта. Заболевания желудочно-кишечного тракта, такие как гастрит, дуоденит, колит, а также глистная инвазия, могут быть причиной катарального стоматита.
При этом заболевании слизистая оболочка рта становится отёчной, болезненной, гиперемированной, она может быть покрыта белым или жёлтым налётом. Отмечается гиперсаливация (повышенное выделение слюны). Может отмечаться кровоточивость дёсен, появляться неприятный запах изо рта.
Сам по себе стоматит не заразен, но причина его вызывающая может быть заразна, например при герпесе стоматит может возникать как следствие, но это уже один из вариантов реакции человека на вирус простого герпеса. 

## Разновидности
- Аллергический
- Афтозный. Характеризуется образованием одной или нескольких афт - болезненных изъязвлений округлой формы с белым или бежевым фибриновым налётом по центру и красной воспалённой слизистой оболочкой вокруг неё. Причины - бактерии или вирусы (может сопровождать некоторые инфекционные заболевания верхних дыхательных путей), микротравмы полости рта (например, при повреждении её рыбьей костью), ожоги (например, из-за очень горячих напитков, или курения электронных сигарет), ослабление иммунитета, иногда афтозный стоматит развивается при острой или хронической лучевой болезни. Как правило, афты заживают в течение 1-1,5 недели без образования рубцов, редко переходят в хроническую форму. В качестве лечения можно применять полоскание рта антисептическими препаратами (Мирамистин, фурацилин, растворы сульфаниламидов, гексэтидин) и противовоспалительными средствами (кетопрофен). Также можно применять антисептические гели, содержащие метронидазол.
- Везикулярный. Возбудитель болезни — РНК-содержащий вирус, относящийся к роду Vesiculorus семейства Rhabdoviridae[2]. Везикулярный стоматит заразен. Поэтому рекомендуется использовать отдельную посуду и средства гигиены (которые после использования следует продезинфицировать, хотя бы кипятком).
- Герпетический[3]. Характеризуется резким повышением температуры, повышенной сонливостью, на слизистой рта образуются пузырьки (сыпь), которые лопаются через 3 дня. Сопровождается гингивитом, вязкой слюной. Болезнь занимает 8 дней. Лечится ацикловиром[4]
- Катаральный — вызван несоблюдением гигиены ротовой полости, недостаточным увлажнением полости рта, внедрением грибов рода Candida, бактерий
- Травматический
- Энтеровирусный везикулярный стоматит — вызывается энтеровирусами
- Язвенный

## Вероятные причины и предрасполагающие факторы
- микроорганизмы-возбудители инфекционных заболеваний (бактерии, вирусы, микоплазмы)
- некачественное питание
- механическое или термическое повреждение полости рта,
- обезвоживание организма, вызванное поносом, рвотой, недостаточным потреблением воды, длительным повышением температуры тела, повышенным выделением мочи, большой кровопотерей
- недостаточная или избыточная гигиена полости рта
- некачественно сделанные или плохо установленные зубные протезы
- по статистике 65 % пожилых людей с зубными протезами страдают от стоматита
- применение медикаментов, уменьшающих слюноотделение
- авитаминоз (витамин A, витамин B, витамин C, витамин В12), нехватка железа или фолиевой кислоты
- курение
- злокачественные опухоли в области шеи, носа или глотки
- гормональные колебания (беременность, переходный возраст и др.)
- анемия
- побочные действия химиотерапии
- продромальный период ВИЧ-инфекции
- стрессовые ситуации

## Диагностика
Для выявления стоматита врач обычно вначале изучает медицинскую карту пациента, а затем приступает к визуальному осмотру полости рта. Каких-либо специальных медицинских тестов (например, биопсии или изучения культуры) для выявления стоматита пока не существует. Главный признак стоматита — внешний вид язв, их расположение и тот факт, что стоматит — болезнь повторяющаяся. Кроме того, при стоматите ткань, непосредственно окружающая язву, имеет нормальный, здоровый вид, а сам пациент не испытывает каких-либо ярких системных симптомов (например, нет высокой температуры или плохого самочувствия). Однако при запущенных формах стоматита, особенно у детей, наблюдаются множественные язвы, повышение температуры, ухудшения самочувствия.

## Патогенез
Общий патогенез стоматита заключается в начальном повреждении слизистой оболочки полости рта, а затем происходит воспаление. Как развивается стоматит:
- Период заражения. Возбудитель через травму, ожог, инфекцию, аллергию или гормональное нарушение ослабляет иммунитет. Инкубационный период проходит от 2-4 дней.
- Иммунный ответ. Организм высвобождает медиаторы воспаления, такие как гистамин, цитокин, лейкотриен. Эти активные вещества расширяют и повышают проницаемость сосудов. В полости рта появляются симптомы воспаления — краснота, отек и боль.
- Разгар заболевания. Воспаление локализуется на небольшом участке слизистой рта. Образуется афтозная язва или стоматит распространяется в случае простого герпеса или вируса. Возможно повышение температуры, переход в обостренную фазу.

Учёные предполагают, что стоматит проявляется при защите организма от вирусных инфекций в ротовой полости.

## Лечение
Стоматит часто проходит сам по себе в течение недели. В зависимости от вида стоматита лечение может проводиться противогрибковыми или иными препаратами, вид поражения может определить врач-терапевт или стоматолог, неправильное самолечение может привести к серьёзным осложнениям, генерализации инфекции.
Обычно какой-либо специфической терапии не требуется, достаточно ограничиться щадящей диетой и частыми полосканиями полости рта. Можно применять ополаскиватели с антисептическими свойствами: настои трав: коры дуба, ромашки, календулы; разбавленные водно-спиртовые растворы аптечных настоек (календула, эвкалипт — по 20—30 капель настойки на 100 мл воды), различные готовые ополаскиватели. Для снижения болевой симптоматики могут применяться препараты, содержащие местно анестезирующие средства (например, лидокаин). Частично помогает употребление леденцов, которые увеличивают слюноотделение, благодаря которому улучшается орошение раны слюной и также достигается некоторый антисептический и отвлекающий эффект. Такое же действие оказывает отвар ромашки; мёд.
Ещё в конце XX века самым верным способом лечения стоматита было смазывание ранки синькой, недостаток этого метода в том, что ротовая полость будет синего цвета от красителя раствора. Ни в коем случае нельзя использовать растворы на спирту (кроме йода), они могут вызвать ожоги.

## Профилактика
- посещение стоматолога не реже, чем раз в год;
- своевременное лечение стоматологических заболеваний;
- ежедневная гигиена полости рта;
- регулярное мытьё рук, особенно перед едой;
- полноценное сбалансированное питание;
- правильный подбор средств для гигиенического ухода за ротовой полостью.

## Исследования
Согласно данным исследований причинами возникновения стоматита являются наследственность, бактериальная флора ротовой полости, состояние иммунной системы, а также факторы окружающей среды.

## Стоматит у животных
Стоматиты бывают диффузными с поражением слизистой оболочки щёк, языка, дёсен, губ и очаговыми — дёсен (гингивит), языка (лингивит) или твёрдого нёба (палантинит) и др. При всех формах стоматитов необходимо устранить механические, термические и другие раздражения слизистой оболочки, обратить внимание на подбор кормов и достаточное кормление больных животных. Травоядным назначают зелёную траву, мягкое сено, а также хороший силос, варёные корнеклубнеплоды, болтушки из отрубей, свиньям-каши, плотоядным-супы, фарш. Животных обеспечивают свежей водой. Экономический ущерб при данном заболевании довольно велик. Больные животные быстро теряют в весе и временно утрачивают продуктивность и работоспособность. Иногда поражение сосков вымени у коров бывает настолько тяжёлым, что доение их становится невозможным, и больных выбраковывают. Больные лошади и мулы неработоспособны до полного выздоровления.
Также стоматиты классифицируют по происхождению на первичные и вторичные. Первичные возникают под влиянием механических, термических, биологических и химических факторов. Вторичные стоматиты как сопутствующие поражения появляются при заразных болезнях, иногда они развиваются при фарингитах, хронических болезнях преджелудков, гастритах и гепатитах, кровопятнистой болезни и других незаразных болезнях.